# Розовая крачка
Розовая крачка (лат. Sterna dougallii) — вид морских птиц из семейства чайковых (Laridae). Имеет много популяций, отличающихся цветом клюва и деталями окраса оперения.

## Классификация и распространение
Международный союз орнитологов выделяет 5 подвидов с ареалами:
- Sterna dougallii arideensis Mathews, 1912 — Сейшельские острова, Мадагаскар и остров Родригес.
- Sterna dougallii bangsi Mathews, 1912 — от островов Рюкю и восточного Китая до Новой Гвинеи, северо-востока Австралии и островов юго-запада Тихого океана
- Sterna dougallii dougallii Montagu, 1813 — восток Северной Америки, Вест-Индия, Азорские острова, Европа и Африка
- Sterna dougallii gracilis Gould, 1845 — Молуккские острова, север и запад Австралии
- Sterna dougallii korustes (Hume, 1874) — Шри-Ланка, Андаманские острова и острова Мьей